# Тимпа (Хунедоара)
Тимпа (рум. Tâmpa) — село у повіті Хунедоара в Румунії. Входить до складу комуни Беча.
Село розташоване на відстані 286 км на північний захід від Бухареста, 9 км на південний схід від Деви, 115 км на південний захід від Клуж-Напоки, 138 км на схід від Тімішоари.

## Населення
За даними перепису населення 2002 року у селі проживали 708 осіб.
Національний склад населення села:
| Національність | Кількість осіб | Відсоток |
| -------------- | -------------- | -------- |
| румуни         | 689            | 97,3%    |
| угорці         | 17             | 2,4%     |

Рідною мовою назвали:
| Мова      | Кількість осіб | Відсоток |
| --------- | -------------- | -------- |
| румунська | 695            | 98,2%    |
| угорська  | 13             | 1,8%     |